# Campamento de Yenín
El campamento de Yenín (en árabe: مخيم جنين‎) es un campo de refugiados palestinos de 0,42 kilómetros cuadrados dentro del término municipal de la ciudad palestina de Yenín, al norte de Cisjordania. Es el campamento más septentrional, el tercero más grande y el sexto más poblado de Cisjordania. Según la Oficina Central de Estadísticas de Palestina, su población estimada a mediados de 2022 es de 11.443 habitantes.
El ejército israelí lanzó una operación contra el campamento y la ciudad de Yenín a comienzos de enero de 2025. En el proceso de la misma, expulsó a todos los habitantes del campamento y procedió a destruirlo hasta dejarlo inhabitable.

## Historia

### Primeras décadas
El 29 de noviembre de 1947, la Asamblea General de las Naciones Unidas aprobó la resolución 181, más conocida como el Plan de Partición de Palestina, que impulsaba la creación de un estado judío y uno árabe en el territorio del Mandato Británico de Palestina. Como consecuencia del avance de las tropas judías antes y durante la guerra árabe-israelí de 1948, unos 700.000 palestinos fueron expulsados o huyeron de sus hogares. A la conclusión de la guerra, Israel les negó el derecho de retorno, por lo que Naciones Unidas decidió crear la Agencia de Naciones Unidas para los Refugiados de Palestina en Oriente Próximo (conocida como UNRWA por sus siglas en inglés) y una serie de campamentos de refugiados en la Franja de Gaza, Cisjordania, Líbano, Siria y Jordania. La mayoría de los habitantes del campamento son originarios de ciudades norteñas del Mandato británico de Palestina, como Nazaret y de la región de Haifa y de la montaña del Carmel. De hecho, al encontrarse en campamento tan cerca de los lugares de origen de los refugiados, muchos de estos todavía mantienen lazos estrechos con familiares que quedaron al otro lado de la Línea Verde.
Como consecuencia de la guerra de 1948, toda Cisjordania quedó bajo ocupación jordana, situación que solo fue reconocida por Reino Unido, Pakistán e Irak. El campamento de Yenín se estableció sobre tierras arrendadas por UNRWA al gobierno de Jordania. El actual campamento data de 1953, después de que una tormenta de nieve destruyera la mayor parte del campamento original. Antes de 1967, el campamento estaba habitado por 8.450 refugiados. Tras la guerra de los Seis Días de 1967, Israel tomó el control de Cisjordania y la ha mantenido desde entonces en un régimen de ocupación militar. Numerosas resoluciones tanto de la Asamblea General como del Consejo de Seguridad de Naciones Unidas han exigido la retirada del ejército israelí a las fronteras anteriores a 1967.
Tras los Acuerdos de Oslo de 1993, la ciudad de Yenín y el campamento de refugiados quedaron en la denominada Área A, bajo completo control de la Autoridad Nacional Palestina. Sin embargo, como sucede en otras partes de Cisjordania, los asaltos e incursiones israelíes son frecuentes en el campamento.

### La Batalla de Yenín

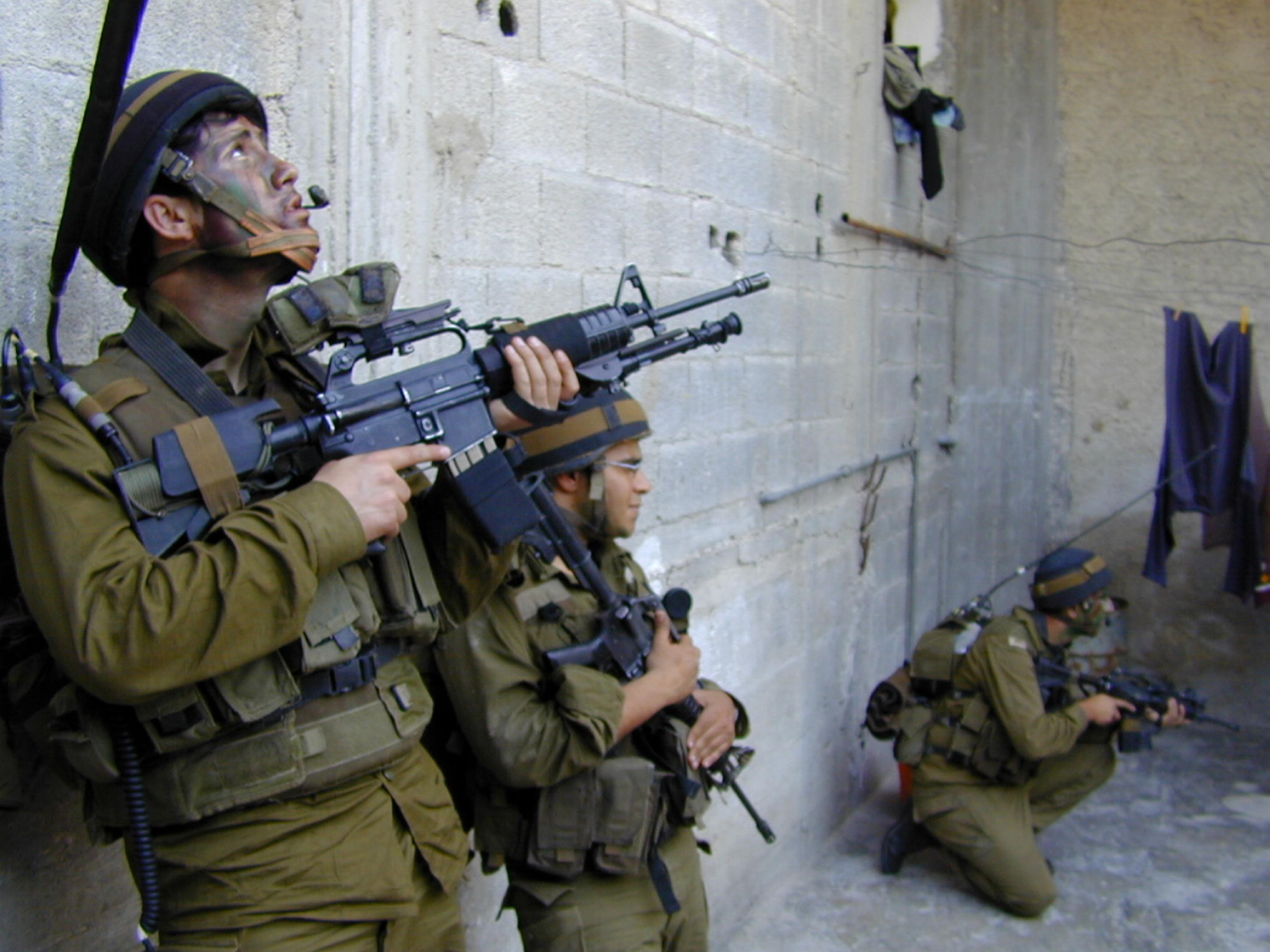
Soldados israelíes durante la Batalla de Yenín de 2002.

El campamento también se vio gravemente afectado durante la Segunda Intifada. Una incursión israelí en el campamento el 28 de febrero de 2002 dejó nueve refugiados muertos, incluido un hombre de 65 años que no estaba tomando parte en las hostilidades. Al día siguiente, 1 de marzo, otros 8 palestinos más murieron a manos del ejército israelí en el campamento, entre las que se contó a Maria Abu Sorrayha, una niña de 9 años. Khalil Mahmoud Suliman al-Haj, director de la sección de la Cruz Roja en el campamento, murió tiroteado por soldados israelíes el 4 de marzo mientras conducía una ambulancia.
El ejército israelí lo ocupó en abril de 2002, durante la Batalla de Yenín, con el pretexto de que el campamento era una de las cunas de la militancia palestina. Tras declararlo "zona militar cerrada", los combates duraron diez días en los que las tropas israelíes impidieron la entrada de ambulancias, médicos y trabajadores humanitarios. Más de 400 viviendas fueron destruidas y varios cientos más sufrieron graves daños. Una cuarta parte de la población del campamento quedó sin hogar y se vio desplazada. Un enviado de la ONU comparó el estado del campamento con el de una zona que acabase de sufrir un terremoto.
Las fuentes palestinas denunciaron que 500 personas murieron durante la invasión israelí de 2002, pero estas cifras fueron desestimadas por un informe de la ONU, que respaldó otras versiones que afirmaban que los muertos habían sido 52 palestinos y 23 soldados israelíes. Las autoridades israelíes rechazaron la acusación de que el ejército israelí había cometido una masacre en el campamento, aunque impidieron la entrada de periodistas y ambulancias con el argumento de que las trampas explosivas preparadas por los palestinos podían resultar peligrosas. Los palestinos admitieron haber colocado explosivos en todo el campamento ante la inminencia de la entrada de las tropas israelíes.

### Desde la Segunda Intifada hasta la actualidad

#### 2002

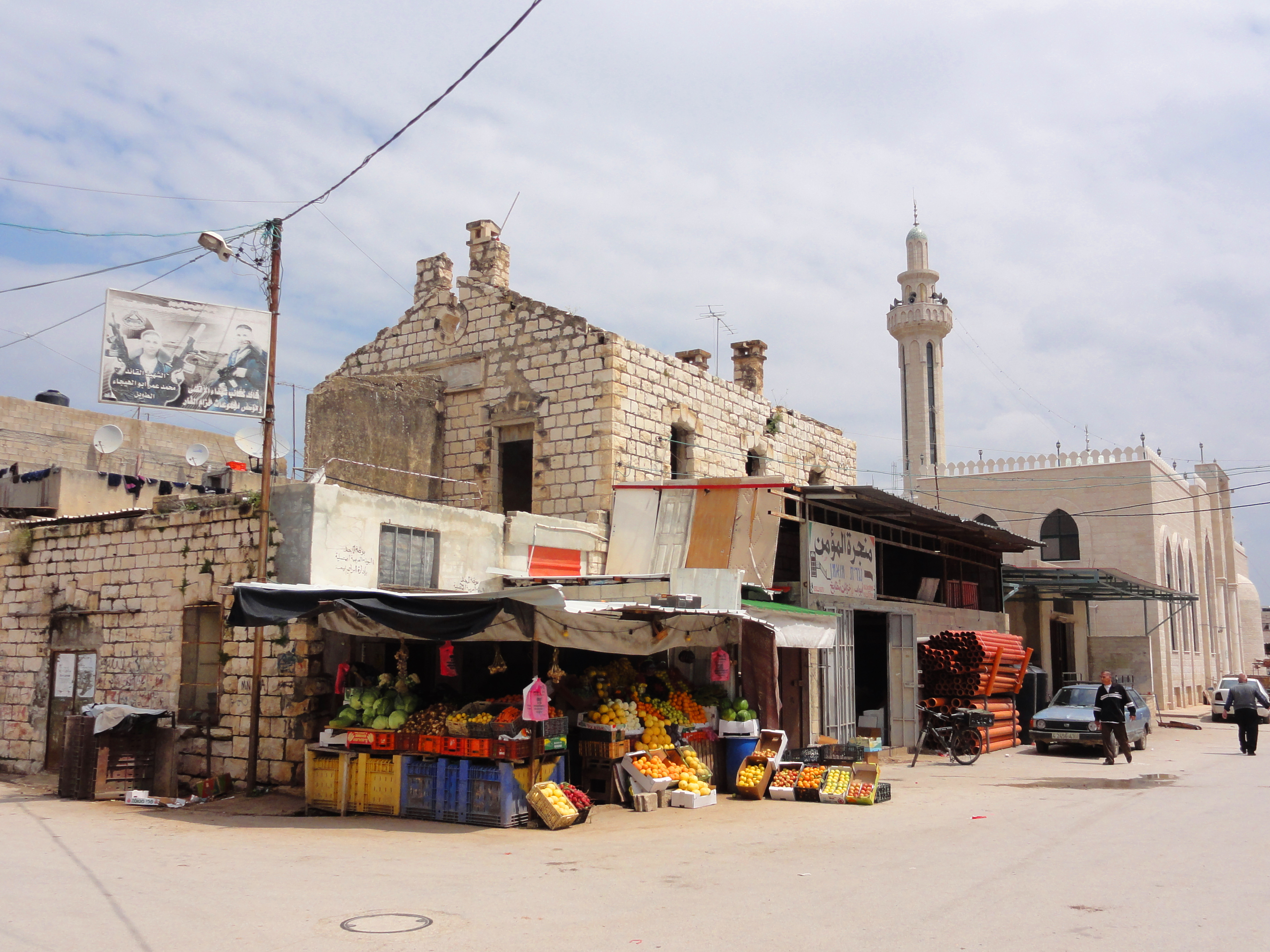
Puestos callejeros y mezquita del campamento de refugiados de Yenín.

Las incursiones israelíes en el campamento siguieron causando víctimas mortales entre los refugiados durante todo 2002. El 20 de junio, Fares Husam Fares a-S'adi, un chico de 12 años, murió enterrado vivo en su propia casa cuando el ejército israelí demolió la casa de su vecino. Un niño de 6 años, Bassam Ghassan Rajib a-S'adi, murió por disparos de soldados israelíes durante una manifestación seis días después. Otro niño, Muhammad Balu, en este caso de 11 años, murió también tiroteado después de haber lanzado piedras a los soldados en otra incursión el 22 de noviembre.
UNRWA trató de reconstruir gran parte del campamento después de la destrucción ocasionada por la batalla de Yenín. Sin embargo, el 22 de noviembre de 2002, un francotirador israelí asesinó al jefe del proyecto de reconstrucción, el inglés Iain Hook, mientras se encontraba dentro de uno de los complejos de UNRWA en el campamento. Finalmente, se expandieron los límites del campamento con un 3% más de terreno, lo que aligeró el endémico problema de sobrepoblación.

#### 2003-2013
Una nueva incursión el 14 de marzo de 2003 dejó cinco palestinos muertos en el campamento. Otro chico de 11 años, Ahmad Muhannad Nafe'a Mar'i, murió en noviembre de ese mismo año tiroteado por soldados israelíes cuando les lanzaba piedras. Saleh Ibrahim Yihya Balalu, enfermo mental de 45 años, murió acribillado por soldados israelíes cuando salió de su casa durante un toque de queda en septiembre de 2004. Un mes después, el 28 de octubre, fue un chico de 16 años el que murió de un disparo efectuado por soldados israelíes cuando les lanzaba piedras durante otro nuevo toque de queda. Un niño de 12 años, Ahmad Isma'il Muhammad al-Khatib, murió por heridas de bala en una pierna y en la cabeza cuando jugaba con una pistola de juguete durante una incursión israelí. En julio de 2006, un comando encubierto israelí trató de realizar una detención durante un entierro, causando la muerte de cuatro de los asistentes. En abril de 2007, una chica de 17 años, Bushra Naji Wahsh Barjis, murió tiroteada mientras miraba por la ventana de su propia casa a unos soldados que habían llegado para arrestar a su hermano. Una incursión a comienzos de 2013 dejó dos refugiados muertos que se enfrentaban a los soldados lanzándoles piedras.

#### 2014-2017
Tanto las fuerzas israelíes como las palestinas realizan operaciones frecuentes en el campamento, lo que a menudo resulta en enfrentamientos violentos. Esta violencia afecta especialmente a la salud psicológica de los niños y niñas del campamento. Solo en 2014, URNWA registró cuatro refugiados muertos y 19 heridos por los asaltos de las tropas israelíes en el campamento. En enero de 2017, un joven de 19 años murió de un disparo en la espalda realizado por soldados israelíes durante una incursión. En julio de ese mismo año, dos jóvenes de 16 y 21 años murieron tiroteados cuando corrían tras varios vehículos militares israelíes que se habían adentrado en el campamento.

#### 2021-2022
En agosto de 2021, cuatro palestinos murieron y un quinto resultó gravemente herido durante un ataque de fuerzas encubiertas israelíes, que se adentraron en el campamento para arrestar a un sospechoso de Hamás. En mayo de 2022, la periodista palestina del canal Al Jazeera, Shireen Abu Akleh, fue asesinada por las fuerzas israelíes mientras realizaban una incursión en el campamento de Yenín.
El 28 de septiembre de 2022, cuatro palestinos murieron y otros 44 resultaron heridos durante una incursión israelí en el campamento.

#### 2023

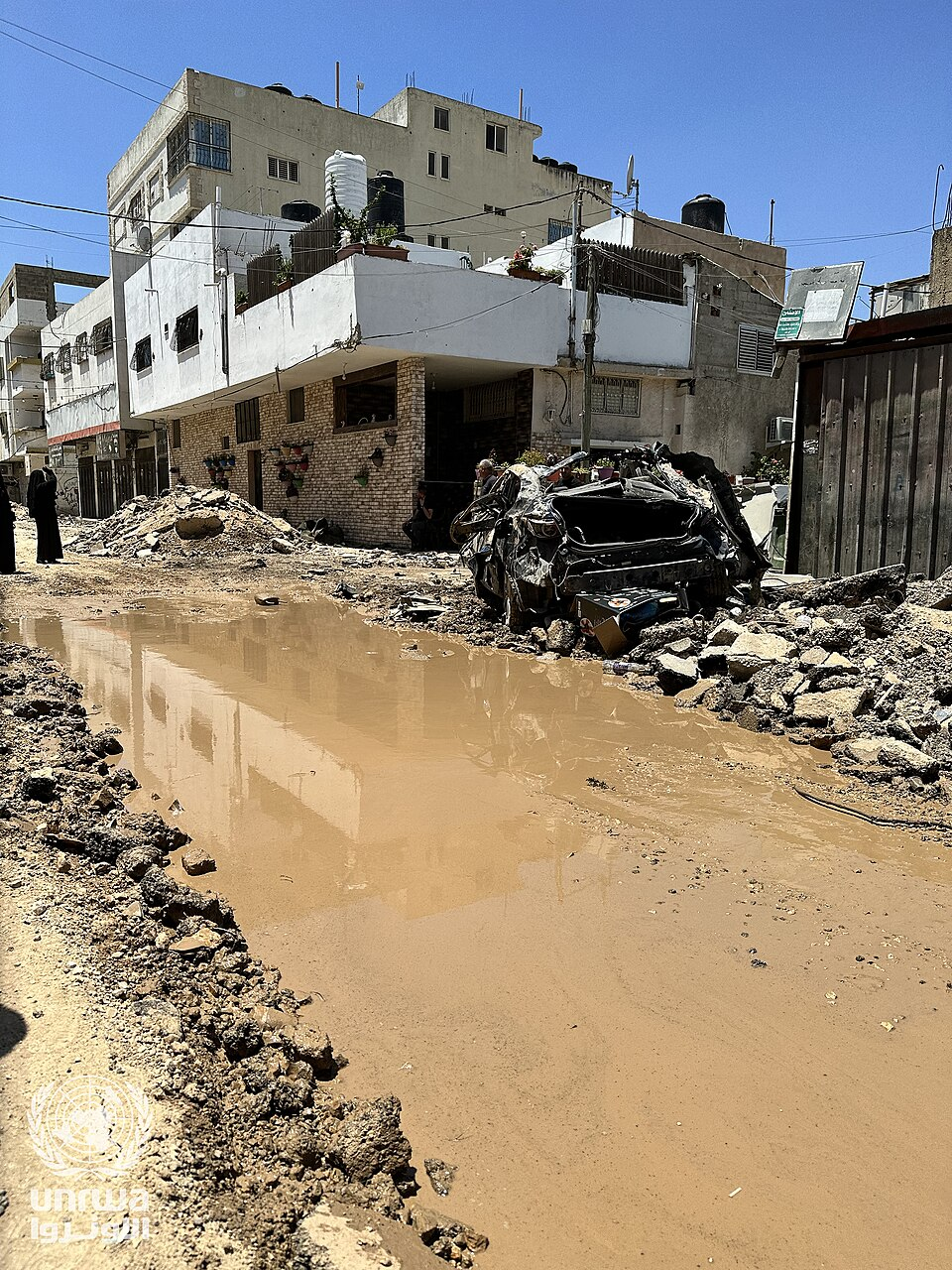
Destrucción causada por las fuerzas israelíes en el campamento de Yenín al inicio de la guerra de Gaza

El 29 de noviembre, el Ministerio de Salud de Palestina informó que el ejército israelí atacó el campo de refugiados de Yenín, en el norte de Cisjordania, causando una destrucción generalizada y matando a cuatro palestinos, incluidos dos niños de 8 y 15 años. Según informó la agencia de noticias WAFA, el ejército israelí obligó a los residentes del barrio de Ad-Damj a abandonar sus hogares a punta de pistola y destruyó calles del barrio.Médicos Sin Fronteras denunció que el ejército israelí bloqueó el hospital principal de la ciudad de Yenín y no permitió el acceso de heridos durante toda la incursión. Según el ejército israelí, en la incursión en Yenín habían matado a dos supuestos militantes.

#### 2025
A comienzos de 2025, el ejército israelí lanzó una operación contra el campamento que supuso la expulsión de prácticamente todos sus habitantes y la destrucción de gran parte del mismo. Durante los primeros dos meses de incursión, cerca del 80% de las viviendas del campamento (unas 800 de 1050) fueron dañadas o totalmente destruidas por el ejército israelí. A finales de marzo decretó la demolición de casi cien viviendas más para hacer sus calles accesibles a los tanques y vehículos blindados israelíes. Además, el ejército no ha permitido a los habitantes de estas viviendas recuperar sus objetos de valor antes de las demoliciones.

## Población
La Oficina Central de Estadísticas de Palestina calcula que la población del campamento es de 11.674 habitantes en 2023, si bien UNRWA tenía registrados 14.000 refugiados palestinos en 2015.
El campamento tiene una de las tasas más altas de desempleo y pobreza de los 19 campos de refugiados de Cisjordania. Muchos de sus habitantes dependían con anterioridad de puestos de trabajo en Israel, algo que se ha visto muy restringido desde la construcción del muro de separación israelí y la implementación del actual régimen de permisos. Otros problemas del campamento de Yenín incluyen la alta densidad de población y las deficientes redes de alcantarillado.

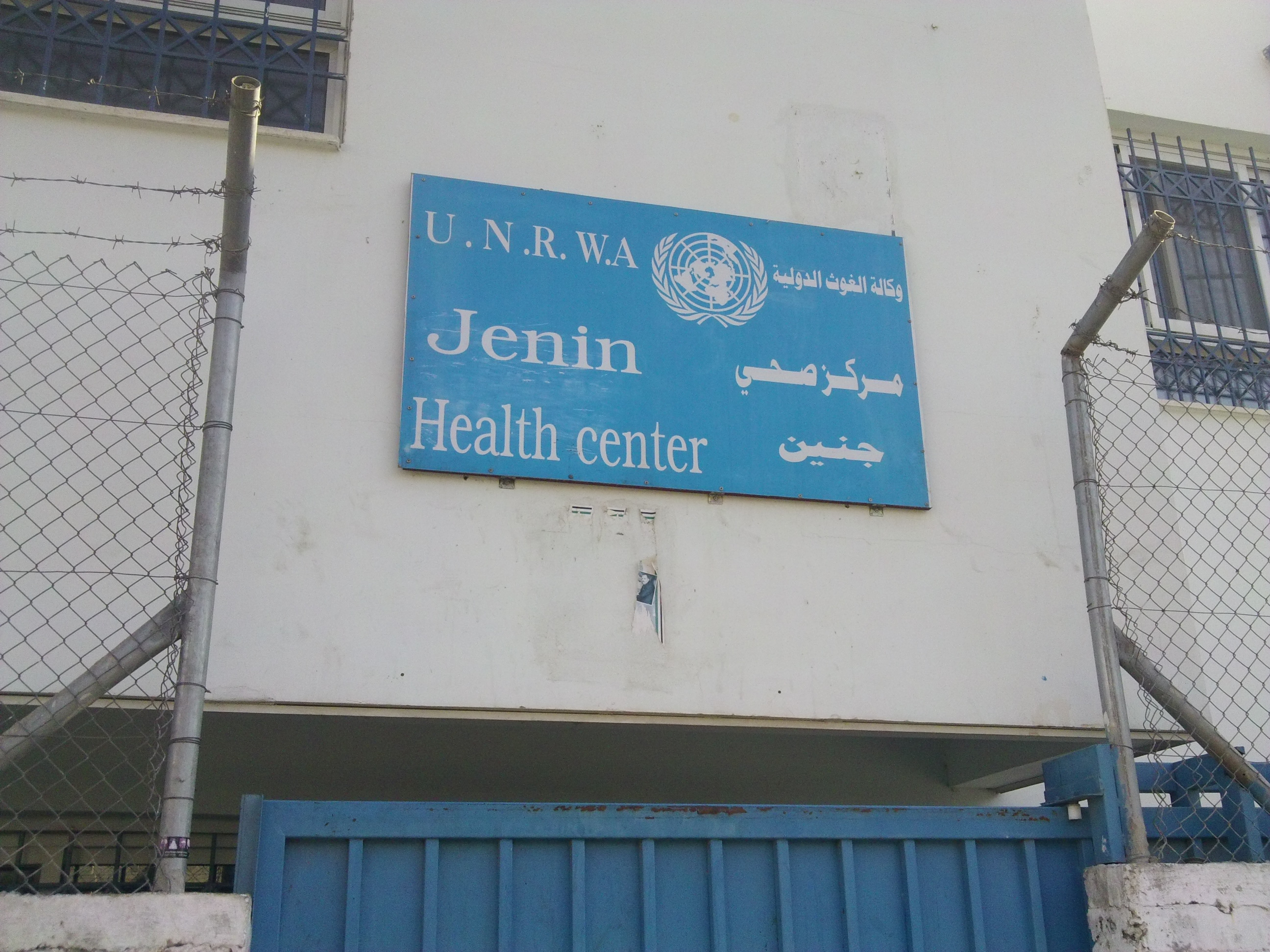
Cartel del centro médico de UNRWA en el campamento de Yenín.

| Año  | TOTAL | Civiles | En combate | Asesinato selectivo | Otros |
| ---- | ----- | ------- | ---------- | ------------------- | ----- |
| 2000 | 1     | 1       |            |                     |       |
| 2001 | 7     | 1       | 4          | 1                   | 1     |
| 2002 | 78    | 28      | 25         | 3                   | 22    |
| 2003 | 9     | 3       | 2          |                     | 4     |
| 2004 | 7     | 4       | 2          |                     | 1     |
| 2005 | 1     | 1       |            |                     |       |
| 2006 | 6     | 1       | 2          | 3                   |       |
| 2007 | 10    | 2       | 4          | 1                   | 3     |
| 2008 | 0     |         |            |                     |       |
| 2009 | 0     |         |            |                     |       |
| 2010 | 0     |         |            |                     |       |
| 2011 | 0     |         |            |                     |       |
| 2012 | 0     |         |            |                     |       |
| 2013 | 4     |         | 1          | 1                   | 2     |
| 2014 | 4     | 1       | 3          |                     |       |
| 2015 | 1     |         |            |                     | 1     |
| 2016 | 0     |         |            |                     |       |
| 2017 | 1     |         |            |                     | 1     |
| 2018 | 0     |         |            |                     |       |
| 2019 | 0     |         |            |                     |       |
| 2020 | 0     |         |            |                     |       |
| 2021 | 0     |         |            |                     |       |
| 2022 | 13    | 1       | 12         |                     |       |
| 2023 | 53    | 11      | 42         |                     |       |

## Infraestructuras
En la actualidad, todas las viviendas tienen acceso a la red pública de agua y de electricidad, y casi todas ellas tienen acceso a la red de alcantarillado municipal. UNRWA gestiona cuatro escuelas en el campamento, dos para niñas y dos para niños, con una población estudiantil aproximada de 2.000 alumnos. Además, ofrece apoyo psicológico y clases de refuerzo de árabe y matemáticas los sábados. Todas las escuelas del campamento necesitan un importante proceso de rehabilitación. Los numerosos ataques israelíes suponen un importante obstáculo para la educación de los niños y niñas refugiados; por ejemplo, UNRWA calcula que un 30% de las clases del curso 2023-24 tuvieron que ser suspendidas por agresiones israelíes.
UNRWA también gestiona un centro de salud en el campamento construido en 2007, que proporciona servicios de atención primaria, salud reproductiva, infantil y pediátrica, inmunizaciones, chequeos médicos y tratamiento de enfermedades contagiosas y no contagiosas. Además, también posee expertos en apoyo psicológico y familiar y en protección a la infancia, además de una máquina de rayos X y otros servicios de fisioterapia. Un dentista visita el campamento dos veces a la semana.